# جيمي آرثر
جيمي آرثر (بالإنجليزية: Jamie Arthur) مواليد 17 ديسمبر 1979 في أبردين، هو ملاكم محترف ويلزي بدأ مسيرته الاحترافية سنة 2003. حقق الميدالية الذهبية في دورة ألعاب الكومنولث 2002.

## إحصائيات
خاض خلال مسيرته 25 نزالا، فاز في 19 ولم يتعادل وخسر في 6. فاز بالضربة القاضية في 4 نزالا.

## الميداليات
| الميدالية | المسابقة                  |
| --------- | ------------------------- |
| ذهبية     | دورة ألعاب الكومنولث 2002 |

## وصلات خارجية
- جيمي آرثر على موقع بوكس ريك (الإنجليزية) (registration required)
- جيمي آرثر على موقع اتحاد ألعاب الكومنولث (مؤرشف) (الإنجليزية)

- الموقع الرسمي